# Décharge de Fresh Kills
La décharge de Fresh Kills est une décharge de 890 hectares, située dans l'arrondissement de Staten Island, dans la ville de New York, aux États-Unis. Elle a ouvert en 1947, avant d'être fermée en mars 2001, mais elle a été rouverte temporairement en septembre 2001, pour accueillir les débris du World Trade Center après les attentats du 11 septembre 2001. 
Aujourd'hui fermée, elle était la plus grande mégastructure d'un seul tenant et sans enclave construite de la main de l'homme devant les pyramides d'Égypte, la Grande Muraille, le colosse de Rhodes, les Twin Towers et la structure sous-marine de Yonaguni (par exemple). Elle était tellement grosse qu’à sa fermeture (le 22 mars 2001), elle dépassait la hauteur de la statue de la Liberté de 25 mètres.
En 2013, les autorités municipales décident d'y édifier le plus grand parc de toute la ville. Il est construit par-dessus les ordures et les déchets enfouis.
Dans son roman Underworld (1997, traduit en français sous le titre Outremonde, Actes Sud, 1999), Don DeLillo en fait un emblème des États-Unis. En 2019 paraît le premier livre en français sur Fresh Kills : Freshkills. Recycler la terre, essai sur le passage de la décharge au parc qui va la recouvrir.

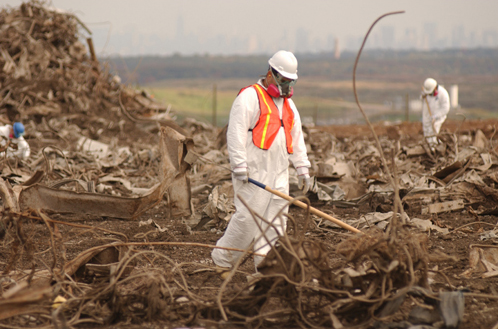
Ouvrier parmi les débris du World Trade Center dans la décharge de Fresh Kills, vue au fond sur Manhattan.
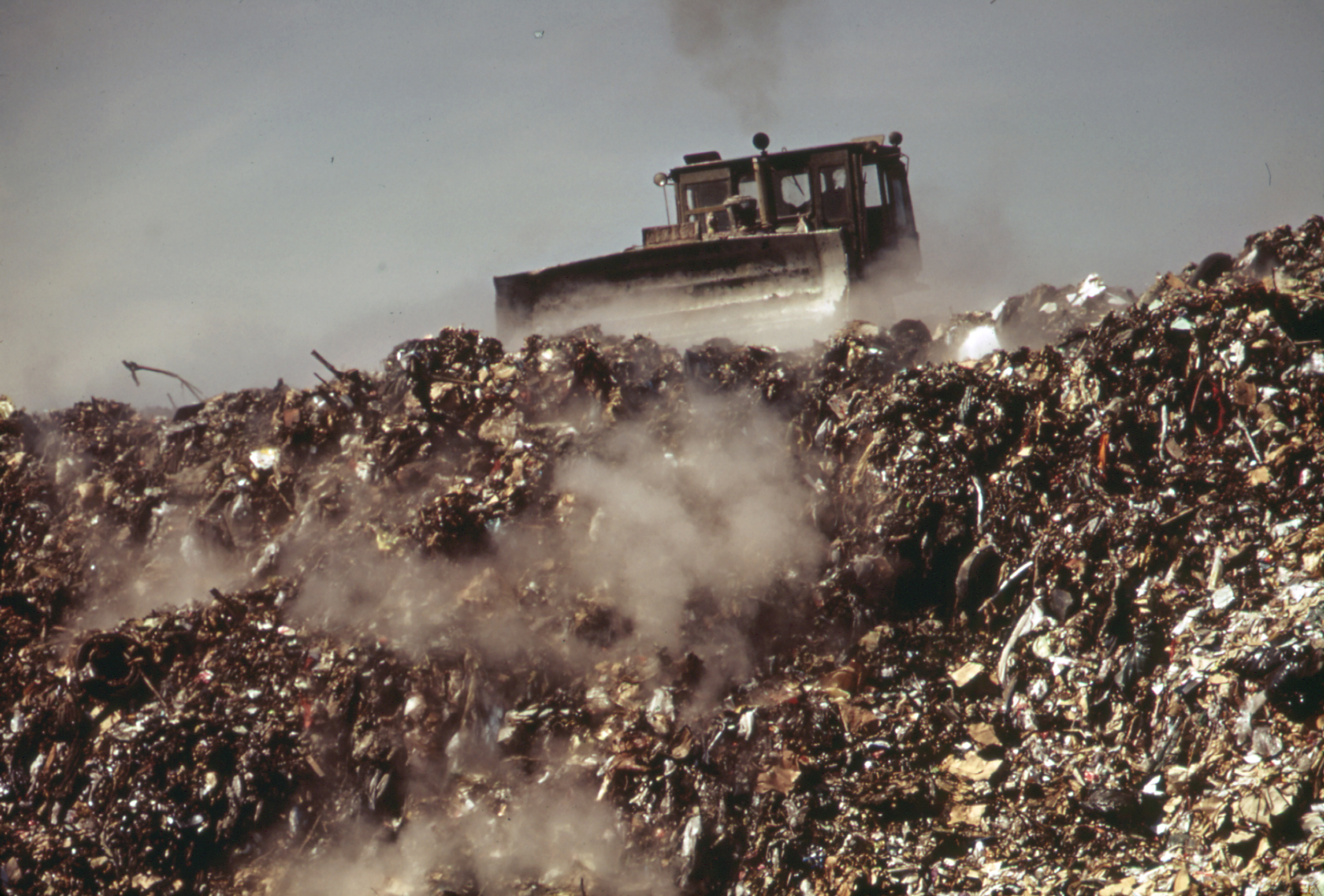
La décharge en 1973.
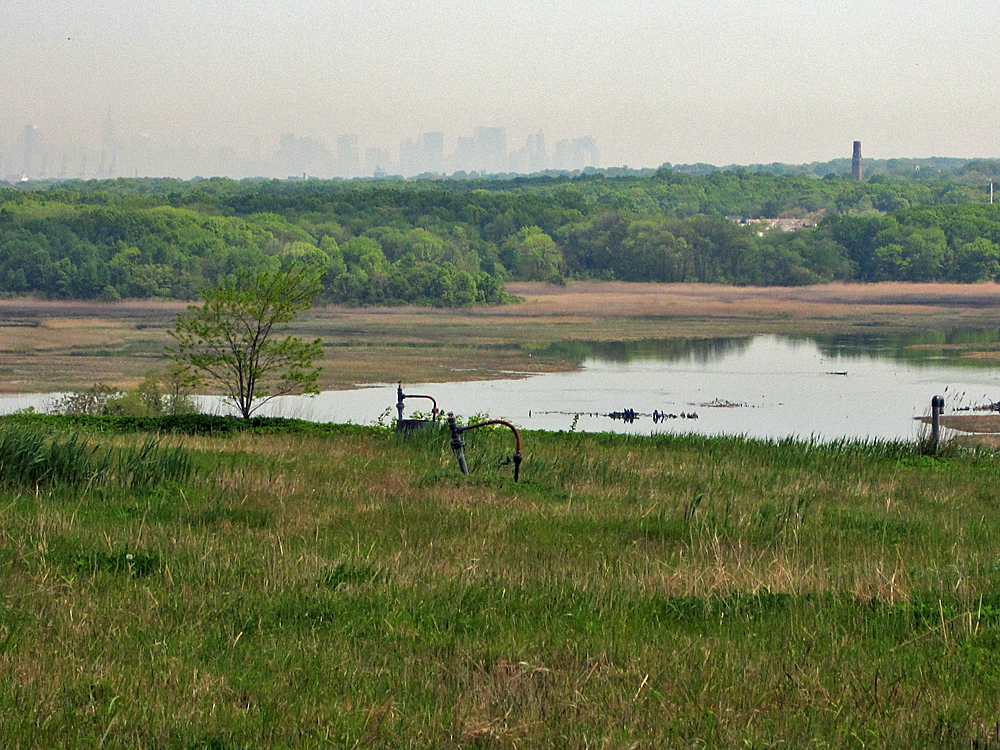
Le parc.